# 原始キリスト教
原始キリスト教（げんしキリストきょう、ドイツ語: Urchristentum）は、最初期のキリスト教とその教団。ここでは、キリスト教成立から『新約聖書』所収の文書が成立し始める1世紀半ばまでを扱う。それ以降の1世紀後半からは「初期キリスト教」として別項で扱う。

## 用語
最初期のキリスト教・キリスト教会を表す用語は様々で、原始キリスト教、原始教団、原始教会、使徒時代教会、初代教会などと呼び、その対象とする時期の範囲も定まっていない。
ナザレのイエスの刑死後イエスの弟子たちがユダヤやガリラヤの地において伝道活動を始めるが、その活動の最初からをキリスト教と見なすか、あるいはその活動の当初はユダヤ教の範疇であってキリスト教の成立時期は第1次ユダヤ戦争（66年-70年）後『福音書』中最古の『マルコ福音書』が成立した70年頃とするかなどについての定説はない。キリスト教は70年頃成立したとする研究者は、70年頃以前の弟子たちの活動をキリスト教ではなく「ユダヤ教のナザレ派」あるいは「ユダヤ教イエス派の運動」などと呼ぶことを提唱している。

## 成立

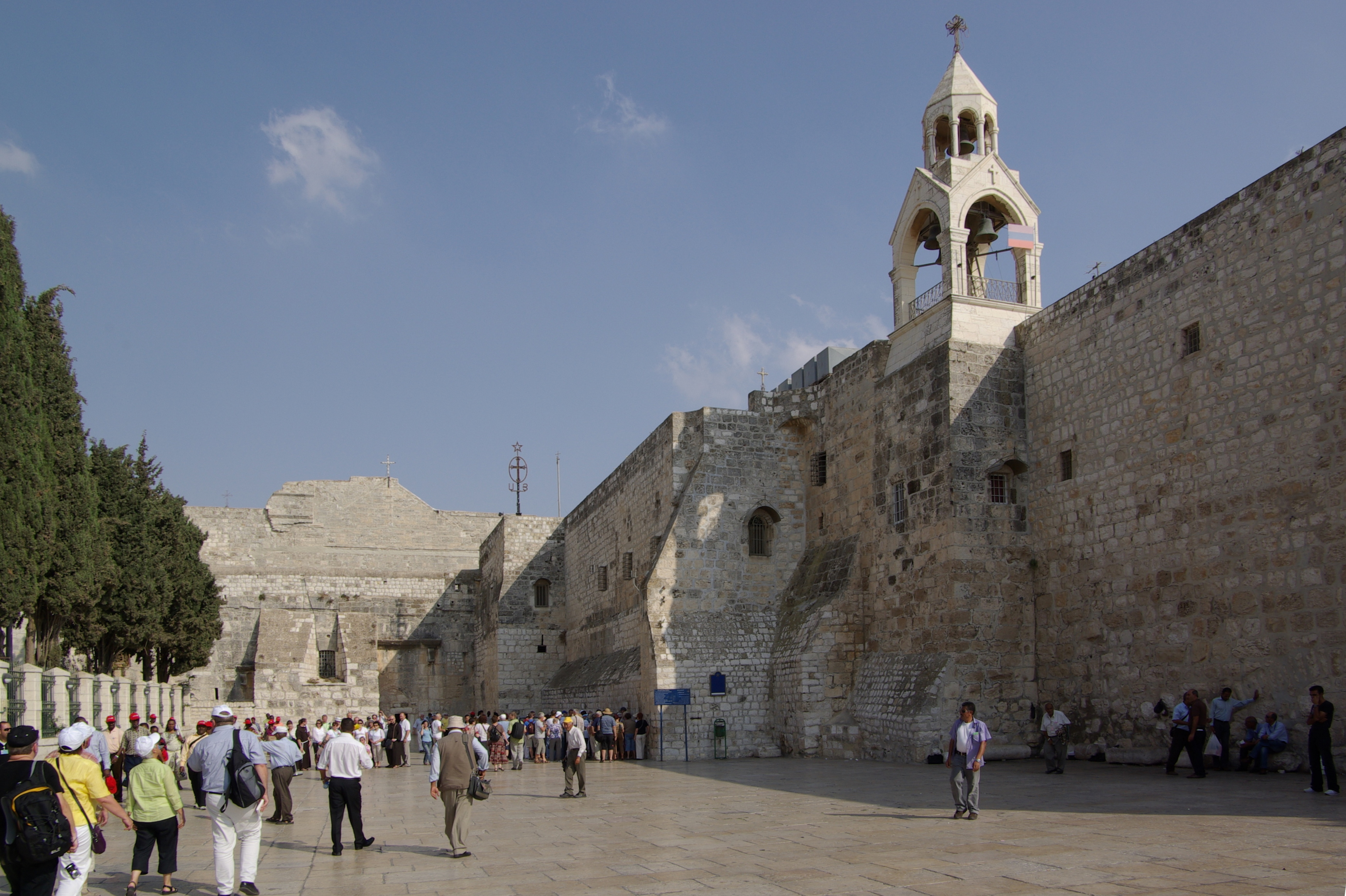
ベツレヘムの降誕教会（世界文化遺産、パレスティナ、2010年撮影）

最初の教会、すなわち原始教団はエルサレムに成立したと考えられている。ナザレのイエスが十字架にかけられて刑死したのち、その弟子や女性たちのあいだで存命時のイエスの強烈な人格的印象が語り継がれ、イエスの生前の予言通り復活した、その姿を見たという体験もまた一つの確信として共有された。継続して集会する最初のキリスト教徒たちのグループが形成されたのはエルサレムであった。そこでは、イエスによって説かれた数々の言葉が絶えず想い起され、彼を「キリスト」（救世主）、「神の子」として崇拝し、その再臨を祈り、待つ礼拝がおこなわれたものと考えられる。そのなかには、ペトロ、ヨハネら12人の使徒、イエスの兄弟ヤコブらの姿もあったが、かれら自身は自分たちがユダヤ教徒であることをまったく疑っていなかっただろうと考えられる。ユダヤの伝統をふまえて神殿にも詣でていた。しだいに彼らは強固な共同体をつくり、祈りや聖餐の初期的な形式が整えられ、一定程度の共同生活も営まれ、また、共有財産の観念も生じて、さらに、集会を維持・継続させていくための決まりも定められていったものと考えられる。
こうして形成された原始教団は、当初は原住のユダヤ人とギリシャ語を話すヘレニスト・ユダヤ人から成っていたが、しだいにユダヤ人以外（異邦人）にもひろがる一方、教団の拡大にともない、イエスを直接知らない信者のなかにも教団のなかで指導的な役割をになう者があらわれ、共同体の組織化がはかられた。洗礼や癒やし、悪霊払いなどに加えて、外部に対する施しや奉仕などもなされるようになり、こうした実務を担当する役割として「執事」の職が設けられた。
そして、ディアスポラのユダヤ教徒によるエルサレム教会に対する迫害を契機として、執事ステファノのグループがサマリアやシリアに「福音」を伝える宣教の旅に出かけ、ステファノ殉教後はペトロやパウロも異邦人への伝道を精力的におこなって、イエスの教えはエーゲ海周縁の諸都市、さらに、西暦60年頃には帝国の都ローマに達したと考えられる。
しかし、教義史（Dogmengeschichte）の理解によれば、
- ガリラヤ周辺にもキリスト教共同体が成立していた。
- エルサレムからユダヤ主義に傾くキリスト者がガラテヤ、ピリピ、コリントの諸教会に「異なる福音」をもたらし来た。
- イエスの言葉伝承を担った人々がパレスティナからシリアに入り、その一部が共同体を形成したことなどがパウロの手紙や福音書から想定できる。
- ローマのみならずアレクサンドリアにもペテロやパウロとは独立に教会が設立されていたことが『使徒行伝』から推定できる。
- 神秘主義やグノーシス主義の立場からキリスト仮現論を説く集団もいた。

このようなことから、原始教会におけるキリスト解釈は統一されているというにはほど遠く、それぞれの集団における教義も異なっていたとみる見解がある。
初期キリスト教の起源と発展を研究しているBart D Ehrmanは、初期キリスト教を以下の4つのグループに分類している。
- エビオン派
- マルキオン派
- グノーシス主義
- 原始正統派キリスト教

Ehrmanによると、この原始正統派キリスト教は、使徒教父、2世紀と3世紀の一部のキリスト教徒によって支持されたキリスト教のグループである。原始正統派キリスト教は、異端に反対し、エビオン派、グノーシス主義、マルキオン派を退け、ニカイヤ公会議で正統派の地位を確立した。

## 非神話化
ルドルフ・カール・ブルトマンが提唱した非神話化の理論によれば、原始教会の信仰内容は、次の二つに大別できる。
1. ケリュグマ伝承 - 『神がイエスを死人の中からよみがえらせた』『イエスは主である』という信仰告白に基いたもので、次の二通りがある。
  - キリストの死を人間の罪の贖いとして捉えつつ、その死と復活を旧約聖書における預言の成就として解釈するもの。
  - キリストの死を神に対する従順の証しとみなしつつ、褒賞として神により天に挙げられたとするもの。
2. イエス伝承 - イエスの奇跡行為と言葉が終末論的に解釈されたもの。

## ユダヤ教との関係
キリスト教はユダヤ教を母体とし、ユダヤ教の一分派として始まった。その始まりはユダヤ教内の地方的な宗教改革運動だった。イエスをキリスト（救世主）と認めるか否かでユダヤ教の主流派とは決定的な相違があったものの、イエスが刑死した後も弟子たちはユダヤ教の祭儀に日々参加していた。弟子たちはユダヤ人から熱心なユダヤ教徒として称賛されていた。信者がキリスト者（クリスティアノイ、クリスチャン）と初めて呼ばれるようになったのは、パウロが中心となって初めてユダヤ人以外に伝道した地アンティオキアでのことで、イエスの刑死から十数年後である。そのころはキリスト者という呼称は一般人が使うあだ名にすぎなかった。信者たちがみずからキリスト者と称するのは2世紀以降である。

## 現代のキリスト教との関係
ほとんどのキリスト教を自称する宗教団体が原始キリスト教と同じ信仰であることを強調している。実際に原始キリスト教と同じ信仰であるかどうかは別としても、原始キリスト教を否定する立場はあまり見られない。要するに原始キリスト教と同じ信仰であることを主張する事で、自らが正統的である事を宣言している訳であるが、稀にそう自称しない団体もある。

### 原始キリスト教と同じ信仰を古代から変わらず保持し続けていると称する団体
- カトリック教会
- 正教会
- 非カルケドン派の伝統教会（アルメニア教会やシリア正教会等）
- イングランド国教会及び聖公会
- 他プロテスタント各派等の伝統教会系

上記の内、実際に原始キリスト教と歴史的に団体として連続性があるのはカトリック教会、正教会、非カルケドン派の伝統教会である。これを当人らは使徒継承と呼んでいる。異論も多いが、聖公会や一部のプロテスタント教団も使徒継承を自称する。それ以外のプロテスタント系団体に関しては「団体としての連続性よりも、“教え”自体が正統に受け継がれているかどうか」を主張する事が多い。

### 失われた原始キリスト教を現代に復興したと称する団体
- 末日聖徒イエス・キリスト教会
- エホバの証人
- イエス之御霊教会
- その他、新興プロテスタントの幾つかの教派等の新宗教系

原始キリスト教の復興と自称する教団の多くはキリスト教系の新宗教（異端）である。1世紀当時の正統なキリスト教は途中で堕落・背教し、2世紀から3世紀頃には正しいキリスト教とは呼べなくなったとし、現代においてそれを自らの団体が復興させたと主張している。これは「原始当初から常に同一性を保持してきた」と主張する伝統教会を排斥し、正統ではないと見なすのに等しい主張であるため、伝統教会側からは以下に取り上げた３団体のように異端、あるいは異教として退けられていることが多い。
末日聖徒イエス・キリスト教会は、教義で「初代教会へ戻れ」と主張している。しかしキリスト教の伝統教会の立場から見ると、その教理は異端的・非福音的で聖書解釈には誤りがあり、キリスト教とは「認め難い」。
エホバの証人は、三位一体について「ローマ帝国時代の背教者によって立てられた教義で、本来のキリスト教のものではない」と主張していて、3世紀ごろ出現し、第1ニカイア公会議（325年）および第1コンスタンティノポリス公会議（381年）で異端とされたアリウス派の考えに近い。日本では社会的な議論となった小学生の両親による輸血拒否死亡事件(現在の解釈ではエホバの証人の正当性が裁判で認められている)や、信徒の戸別訪問による伝道などによって広く知られる。キリストの磔刑について、十字架刑であったという考古学的証拠が多数発見されているが(証拠は憶測の域を出ずまだ正確な根拠は発見されていない)十字架の形状を否定し「一本の杭（苦しみの杭）」であったとするなど、独自の教理を持つ。
イエス之御霊教会は日本発祥の教団である。キリスト教の三位一体説に依らず、唯一の神イエス・キリストの中にその父と聖霊が存在すると説き（これをワンネス（神学）と言う）、聖書絶対主義の立場からカトリックもプロテスタントも偽りの教会で、イエス之御霊教会こそ唯一の教会であると主張する。
その他の新興プロテスタント勢は伝統教会と同じく三位一体など基本信条を告白するため、異端とはされないものの、やはり伝統教団勢を堕落と見なすことが多い。結果として伝統教団とはあまり友好関係にはないことが多い。

### 原始キリスト教と異なっている点を認める団体
- 世界平和統一家庭連合（統一教会）等

キリスト教系の新宗教（異端）とされる統一教会は例外的に「イエスによる救済は失敗」と説いて、原始キリスト教ではイエスの本懐を誤解しているため不完全であると主張する。「失敗」というのは、イエスが十字架刑で死んだことを指し、イスラエル社会がイエスを受け入れなかったことが原因であるとしている。伝統教会だけでなく、エホバの証人などの異端とされる多くの教団でもイエスの十字架刑による死は「人類の救済のためであり、贖いである」と考えるのに対して、イエスにとって十字架による限定的救済は本望ではなく「救済に失敗して死んでしまった」と考えるのが非常に特徴的である。すなわちイエスによる救済は霊肉救済が神からの使命だったが、イエスの死によって救済が霊のみにとどまり、肉の救済は果たせなかったと主張する。ただし原始キリスト教の精神性は尊重しており、キリスト教会及びキリスト教社会はそれ以降の歴史を通して体制の腐敗や実践力の喪失に抗いながらも光を失ってしまったとしている。